# Porphyrochroa elongata
Porphyrochroa elongata är en tvåvingeart som beskrevs av Mendonca, Rafael och Ale-rocha 2007. Porphyrochroa elongata ingår i släktet Porphyrochroa och familjen dansflugor. Inga underarter finns listade i Catalogue of Life.